# Archaikus magyar betűkapcsolatok listája
Sok régi magyar tulajdonnévben archaikus (régies) írásmód őrződött meg, melyek a magyar írásmód valamely korábbi állapotára utalnak.

## Magánhangzók
- AA, AÁ = [á] (Gaal ~ Gaál, Paál)
- EÉ = [é] (Veér)
- J = [i] (Bezerédj)
- EO = [ö] (Georch)
- EÖ = [ö] vagy [ő] (Eötvös, Weöres [vörös], Geörch, Beöthy)
- EŐ = [ő] (Sebeők)
- EW = [ö] vagy [ő] (Thewrewk, Dessewffy [dezsőfi])
- OÓ = [ó] (Soós)
- UU = [u] (Kuun)
- Ú = [u] (Kún)
- szó végi Y = [i] (Kölcsey, Ady, Fáy, Vay)[1]

## Mássalhangzók
- CH = [cs] (Madách, Széchenyi, Damjanich, Festetich)

vagy [h] (Kulich)
- CZ = [c] (Czuczor, Rácz, Czibor, Czakó)
- CZ = [cs] (Czoma, Mikecz, Czombor)
- FF = [f] (Pálffy, Lórántffy)
- GH = [g] (Balogh, Verseghy, Végh, Ágh)
- H = [Ø] (Imreh, Szuh)
- LL = [l] (Széll)
- PP = [p] (Papp)
- S = [sz] (Esterházy)
- S, SS = [zs] (Jósika, Pais, Sigray, Kolosváry)
- SS = [zs] (Dessewffy [dezsőfi])

vagy [s] (Kossuth, Kiss, Wesselényi, Nádass)
- TH = [t] (Csáth, Thököly, Horváth)
- TI = [ci] (Szervátiusz)
- TS = [cs] (Takáts, Babits, Batsányi, Tsétsi)
- TTHY = [tty] (Batthyány)
- TZ = [c] (Atzél, Metz, Rátz)
- W = [v] (Wesselényi, Wass)
- Y = [i] (Zay, Vay, Bay, Fáy)
- Z = [c] (Zigány)

vagy [sz] (Cházár [császár])